# Wapen van Antalaha

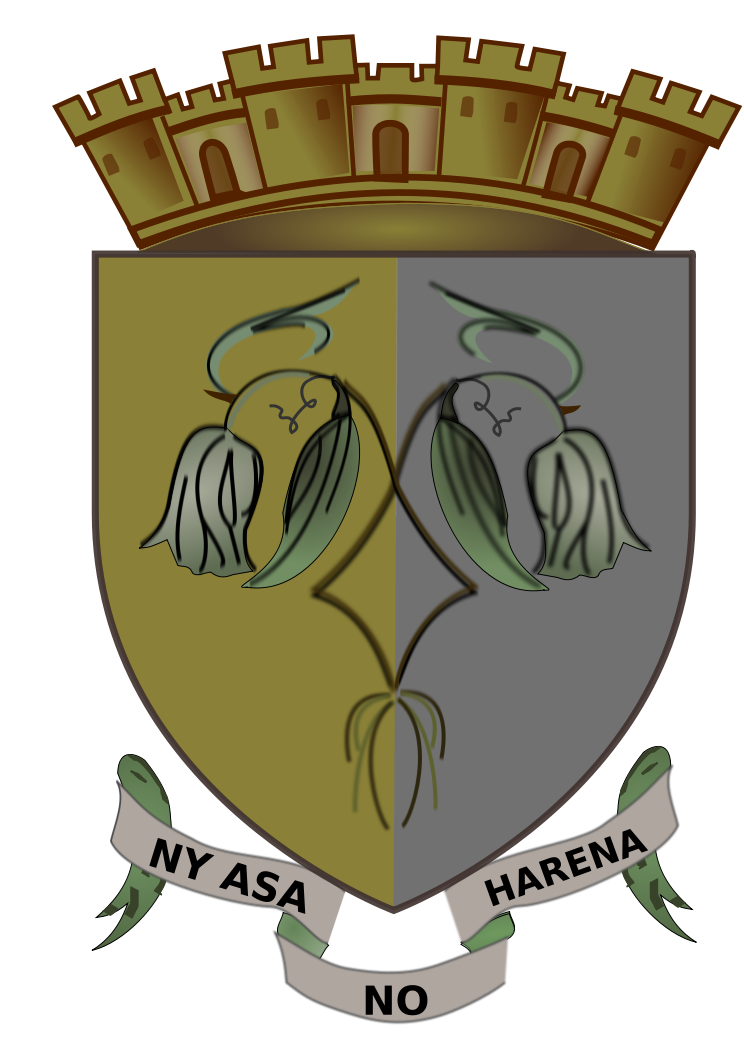
Wapen van Antalaha.

Het wapen van Antalaha is het wapen van de Malagassische gemeente Antalaha, gelegen in de regio Sava.
Het wapen vertoont twee delen met de kleuren goud en zilver. Hier staat de vanille-orchidee op afgebeeld. Vanille is een belangrijke exportproduct van de gemeente.
Het motto luidt: Ny asa no harena, wat te vertalen is als: Eén in de economie.